# تيهور جبل إيفرست 2014

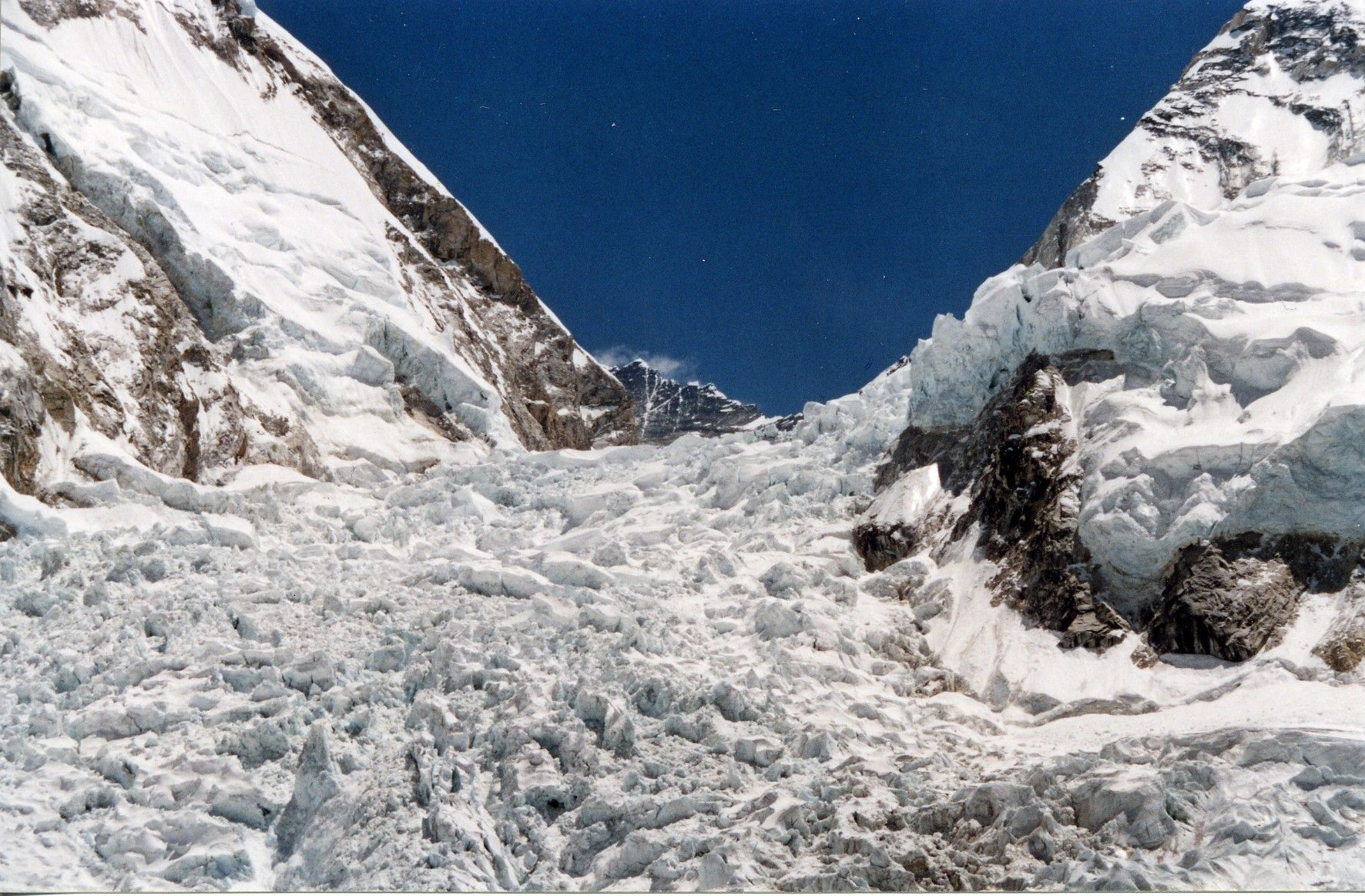
سقوط جليد خومبو في 2005. وسبب التيهور سقوط كتلة جليدية برجية من جليد بارز على سفح الجبل الغربي.

أودى تيهور جبل إفرست بالقرب من قاعدة مخيم إفرست في 18 إبريل 2014 بحياة 16 مرشد سياحي نيبالي. وحتى 20 إبريل تم إسترجاع 13 من الضحايا وأوقفت عمليات البحث عن الثلاثة البقية لصعوبة وخطر عمليات البحث. وقد أبدى زعماء عرق شيربا هنالك غضبهم تجاه مبالغ التعويض الهزيلة التي قدمتها الحكومة لعوائل الضحايا وهددوا بمظاهرات قوية أو بالشروع في إضراب. كما أعلنوا أنهم لن يتسلقوا الجبل في موسم 2014 احتراما لضحايا الحادثة.

## خلفية الحادثة

### وظائف المرشدين في جبل افرست
يتقاضى المرشد السياحي في جبل إفرست 125 دولارا أمريكيا لكل رحلة تسلق، وقد نشأ هؤلاء المرشدين على قصص مكاسب التسلق وسط بلد تقل فيه الفرص الاقتصادية. حيث يعمل ما بين 350 إلى 450 مرشد سياحي أغلبهم من عرق الشيربا كل سنة في موسم التسلق. ويكسب كل واحد منهم ما يصل إلى 5000 آلاف دولار سنويا مقارنة بمعدل الرواتب في النيبال التي لا يتعدى 700 دولار سنويا.
وفي السنين التي سبقت الانهيار كان الأجانب قد بدؤوا في جلب مرشديهم الخاصين معهم مما تسبب في توتر مع المحليين. وقد توفي 8 مرشدين شيربائيين من ضمنهم واحد ذو خبرة عالية في موسم 2013.